# Tiţă Rădulescu
Constantin "Tiţă" Rădulescu, född 18 december 1904 i Sinaia, var en rumänsk bobåkare. Han deltog vid olympiska vinterspelen i Sankt Moritz 1928 och i Garmisch-Partenkirchen 1936.